# Laval-Pradel
Laval-Pradel är en kommun i departementet Gard i regionen Occitanien i södra Frankrike. Kommunen ligger i kantonen La Grand-Combe som tillhör arrondissementet Alès. År 2022 hade Laval-Pradel 1 088 invånare.

## Befolkningsutveckling
Antalet invånare i kommunen Laval-Pradel
Referens:INSEE